# Чарочниця відхилена
Чарочниця відхилена (Physcomitrella patens) — вид мохів порядку скрученіжкальних (Funariales).

## Поширення
Батьківщиною є Європа, Північна Америка, Азія.
Цей вид — ранній піонер на вологому мінеральному ґрунті, берегах річок, полях; від низьких до помірних висот. Коробочки дозрівають у серпні — січні.

## Характеристика
Рослини до 5 мм. Стебла до 3.5 мм. Листки до 2.5 × 1 мм, ланцетні або яйцеподібно-ланцетні до оберненояйцеподібних, загострені, не увігнуті або слабо увігнуті, край ланцетних листків дещо відігнутий, коли сухий, зубчастий у дистальній 1/3, рідко нижче середини листка. Спори 21–33 мкм.